# Implement Consulting Group
 Der er for få eller ingen kildehenvisninger i denne artikel, hvilket er et problem. Du kan hjælpe ved at angive troværdige kilder til de påstande, som fremføres i artiklen.

Implement Consulting Group er en dansk managementkonsulentvirksomhed med speciale i forandringsledelse. Virksomheden blev grundlagt i 1996 af Niels Ahrengot og Jens Vasehus.
Virksomheden beskæftiger omkring 1.900 medarbejdere og opererer primært i Skandinavien, men har også kontorer i USA, Schweiz og Tyskland. Implement Consulting Group arbejder med rådgivning og implementering af forandringer i organisationer.